# Halfeti
Halfeti – miasto w Turcji, w prowincji Şanlıurfa. W 2017 roku liczyło 8933 mieszkańców.